# Smolotely
Smolotely är en ort i Tjeckien.   Den ligger i regionen Mellersta Böhmen, i den centrala delen av landet, 60 km söder om huvudstaden Prag. Smolotely ligger 444 meter över havet och antalet invånare är 219.
Terrängen runt Smolotely är platt åt nordväst, men åt sydost är den kuperad. Terrängen runt Smolotely sluttar österut. Runt Smolotely är det glesbefolkat, med 14 invånare per kvadratkilometer. Närmaste större samhälle är Příbram, 11,8 km nordväst om Smolotely. I omgivningarna runt Smolotely växer i huvudsak blandskog.